# Árpád Miklós
Árpád Miklós est un acteur hongrois de films pornographiques gay, né le 11 novembre 1967 à Budapest et mort le 3 février 2013 à New York.
Particulièrement grand et bien bâti, la barbe courte et le torse velu, il est connu pour son sourire. Il figure dans eXposed, the Making of a Legend (2005) un documentaire sur le tournage du film Buckle Roos.

## Biographie
Árpád Miklós était ingénieur chimiste avant de devenir un acteur porno.
Miklós a travaillé sous la direction de John Rutherford, Jerry Douglas, Kristen Bjorn et Chi Chi LaRue. Il est apparu comme François Kagylo dans un film d'Herve Handsome. Miklós a remporté un Grabby et un GayVN Award pour son rôle dans BuckleRoos Partie I. En août 2009, il sort son premier film hétéro pour le site Straight Guys for Gay Eyes.
En juin 2010, il est choisi pour être représenté sur des serviettes de plage du magazine BUTT commercialisées par American Apparel. Pour chaque serviette vendue, une partie des bénéfices est versée au centre Ali Forney, une organisation new-yorkaise fournissant logements et services aux jeunes gay.
Le 3 février 2013, il se suicide dans son logement à New York.

## Vidéographie
- 1995 : The Vampire of Budapest de Kristen Bjorn
- 1996 : Hungary for Men de Kristen Bjorn
- 1999 : Thick as Thieves de Kristen Bjorn
- 2002 : Medic Men d'Herve Handsome
- 2003 : Bone Island de Kristen Bjorn
- 2004 : Fire Island Cruising 6 de Michael Lucas
- 2004 : BuckleRoos Part I de Jerry Douglas et John Rutherford : Hank
- 2005 : World Splash Orgy 2005 de Jett Blakk, Doug Jeffries, Derek Kent et Ed Max
- 2006 : Beefcake de Steven Scarborough
- 2006 : Humping Iron de Michael Brandon
- 2006 : Jarheads 2 de Dirk Yates
- 2006 : Private Lowlife de Michael Clift
- 2007 : Gigolo de Tony DiMarco et Michael Lucas : Nicholas
- 2007 : Drifter de Chad Donovan
- 2008 : Mens Room III: Ozark Mtn. Exit 8 de Tim Kincaid
- 2010 : Lust de Michael Lucas et mr. Pam
- 2010 : Crotch Rockets
- 2012 : Hood (vidéoclip) de Perfume Genius réalisé par Winson Case

## Récompenses et nominations

### Récompenses
- 2005 : Adult Erotic Gay Video Award (Grabby) du "Hottest Cum Shots" pour BuckleRoos Part I
- 2005 : GayVN Awards de la "Best Solo Performance" pour BuckleRoos Part I, avec Ricky Martinez
- 2006 : International Escort Awards (de Rentboy.com et HX Magazine) du "Best Top Escort"[6]
- 2008 : International Escort Awards (de Rentboy.com et HX Magazine) du "Best Porn Star Escort"[7]
- 2009 : International Escort Awards (de Rentboy.com et HX Magazine) du "Sexiest Escort"[8]
- 2010 : International Escort Awards (de Rentboy.com et HX Magazine) du "Best Top"[9]
- 2011 : Adult Erotic Gay Video Award (Grabby) de la "Hottest Cum Scene" pour Crotch Rockets, avec Samuel Colt, Alessio Romero et Brenn Wyson[10]

### Nominations
- 2008 : Adult Erotic Gay Video Award (Grabby) de la "Best Rimming Scene" pour Private Lowlife, avec Francesco D'Macho et Ken Browning